# Thomas Hertel (Komponist)
Thomas Hertel (* 3. Februar 1951 in Bad Salzungen, Thüringen; † 9. Dezember 2024 in Leipzig) war ein deutscher Komponist.

## Leben
Nach den ersten Schuljahren in Schmalkalden und dem Abitur im Spezialzweig für Musik in Wernigerode studierte Hertel von 1969 bis 1973 Musikwissenschaft in Halle. Danach war er Meisterschüler für Komposition bei Siegfried Matthus an der Akademie der Künste in Berlin. Von 1974 bis 1982 war er Leiter der Schauspielmusik am Staatsschauspiel Dresden und als freier Komponist und Leiter der Sektion Junge Komponisten im Komponistenverband Dresden tätig (Auftragsopern Leonce und Lena und Till). Er erhielt Kompositionspreise in Halle und den Hans-Stieber-Preis des Rundfunks der DDR. Nach seiner kompositorischen Förderung u. a. durch die beiden Leipziger Musikverlage Peters und Deutscher Verlag für Musik wurden ihm Arbeits- und Realisierungsverbote von genreübergreifenden Projekten erteilt.
Aus künstlerischen und kulturpolitischen Gründen reiste er 1985 in die Bundesrepublik aus. Dort widmete er sich vorrangig der Realisation von musikalisch-szenischen Projekten, darunter 1993 mit dem Experimentalstudio des SWR Cernunnos für 7 Rohrspieler, Stiere und Live-Elektronik für die Donaueschinger Musiktage, die Eröffnungsinstallation für die Internationalen Musikfestwochen Luzern 1996 aus der erde durch den wind – eine mobile Freiluftmusik für verschiedene Blas-, Vokal- und Glockenensembles und den Klangtransport von Natur-Ton-Samples und 1999 die Cartoon-Opera Das Biest des Monsieur Racine nach Tomi Ungerer im Auftrag der Oper Basel. 1991 erhielt er den Kunstpreis der Stadt München für experimentelles Theater. 
Er erhielt Lehraufträge an Musikhochschulen und Schauspielschulen u. a. in Hamburg, Bochum, Frankfurt und München. Er realisierte zahlreiche Auftragswerke, Liederabende und Schauspielmusiken an über 40 deutschsprachigen Bühnen. Von 2002 bis 2008 war er Leiter der Schauspielmusik am Schauspiel Leipzig; dort kreierte er die experimentelle musikalisch-szenische Reihe mund & knie 1–12, für die er 2009 mit dem Leipziger Theaterpreis ausgezeichnet wurde.
Nach Lebensstationen in Dresden, Wien und Straßburg lebte er ab 2002 in Leipzig. Dort starb er nach langer schwerer Krankheit im Alter von 73 Jahren.

## Auszeichnungen
- 1982: Hans-Stieber-Preis
- 1982: Hanns-Eisler-Preis
- 1991: Kunstpreis der Landeshauptstadt München
- 2009: Leipziger Theaterpreis